# 뱀술

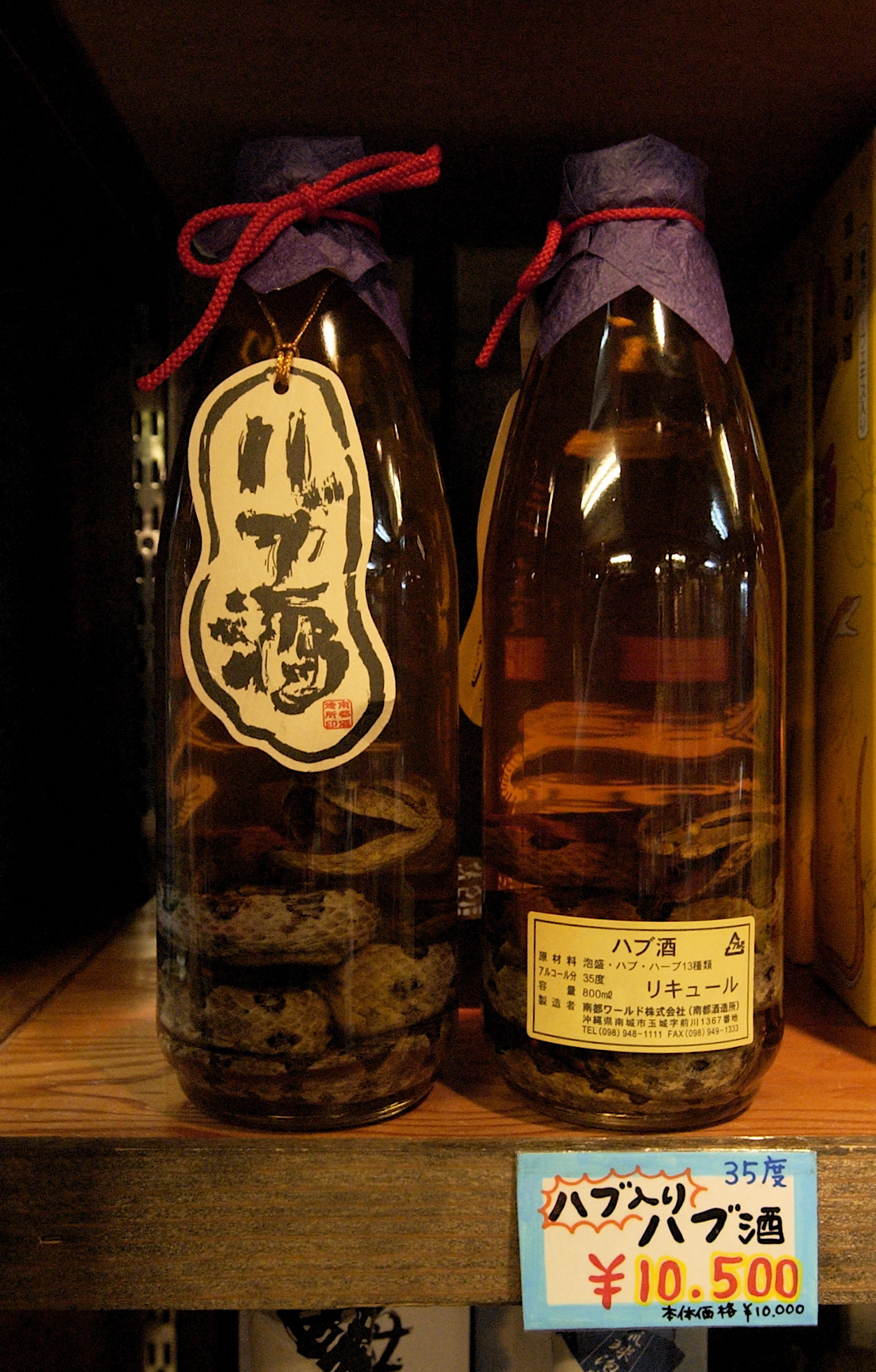
반시뱀으로 담근 하브주.

뱀술 (Snake wine, 중국어: 蛇酒, 병음: shéjiǔ 셰지우[*], 베트남어: rượu rắn)은 뱀을 통째로 곡주나 곡물 에탄올에 넣어 우려내서 만드는 알코올 음료이다. 그 기원은 중국 서주 왕조 시대까지 거슬러 올라가며, 중국 민간요법에서 자양강장·활기충전에 좋은 약재로 여겨졌다. 중국 외에도 베트남, 타이완, 서남아시아, 한국, 일본, 류큐 등지에서도 발견된다.
뱀술에 투입되는 뱀은 가급적 독사를 사용하는데, 고기 때문에 넣는 것이 아니라 독액과 ‘정수’(essence)를 얻기 위함이다. 하지만 사독은 단백질성 물질이기 때문에, 알코올에 의해 변질되어 비활성 상태가 된다. 그리고(스파르가눔)이 물벼룩에 있는 고충이지만 먹이사슬로
뱀까지 고충이 기생되었기 때문에 뱀고기,뱀술등을 먹는사람까지 전파되기 때문에 절대로 먹지말것이며 뱀술을 먹으려다가 살아서 물어버린경우도 있다고 한다.

## 같이 보기
- 하브주
- 만병통치약